# Justus Mühlenpfordt
Justus Mühlenpfordt (* 22. April 1911 in Lübeck; † 2. Oktober 2000) war ein deutscher Physiker und seit 1969 korrespondierendes Mitglied der Akademie der Wissenschaften der DDR.

## Leben

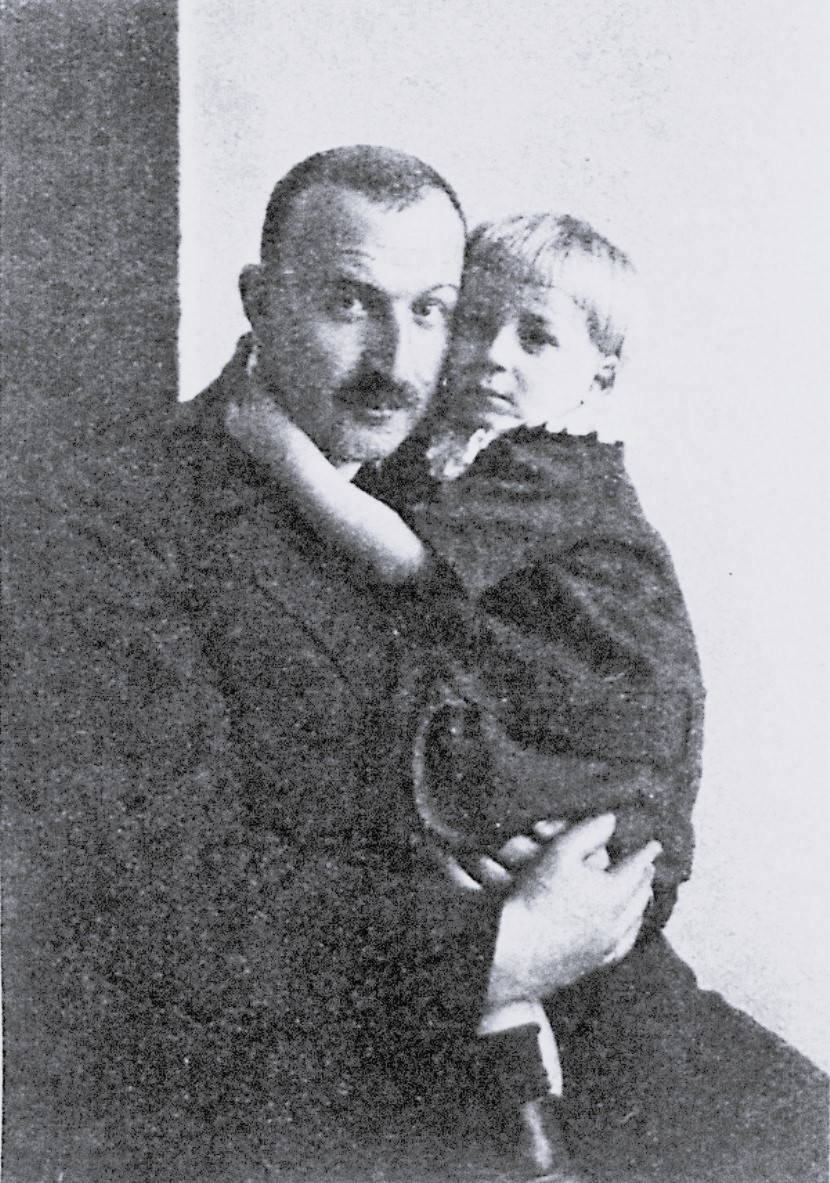
Justus Mühlenpfordt 1914 auf dem Schoß des Vaters

Justus Mühlenpfordt wurde am 22. April 1911 als Sohn des Architektur-Professors Carl Mühlenpfordt und der Malerin Anna Dräger-Mühlenpfordt in Lübeck geboren. Er erhielt eine umfassende humanistische Ausbildung. Er studierte Physik an der Technischen Hochschule Carolo-Wilhelmina zu Braunschweig, wo er 1936 mit einer Arbeit zu dem Thema Untersuchung über die Möglichkeit, auf photoelektrischem Wege die Messempfindlichkeit des Interferentialrefraktors nach Jamin zu erhöhen promoviert wurde.
Bereits ab 1935 arbeitete er im Labor von Gustav Hertz bei der Siemens AG an den Grundlagen zur Entwicklung von Röntgengeräten. Eine Röntgenröhre mit einer speziellen Anode zur Erzeugung sehr harter Röntgenstrahlen wurde nach ihm benannt. Hertz leitete die Forschung auf dem Gebiet der Isotopentrennung, die auch Mühlenpfordts Interesse fand.
1945 ging er zusammen mit Gustav Hertz und Peter Adolf Thiessen sowie weiteren Spezialisten in die Sowjetunion. Hier arbeiteten sie an dem sowjetischen Atombombenprojekt mit. Hauptaufgabe war die Trennung stabiler Isotope, speziell des für die Kerntechnik wichtigen 10Bor. In dem von Gustav Hertz geleiteten Institut in Agudsera südöstlich von Sochumi war Mühlenpfordt unter anderem für die Entwicklung einer Kondensationspumpe verantwortlich. Um 1950 wurde er Leiter eines Konstruktionsbüros in Leningrad.
Nach der vor der Rückkehr aus der Sowjetunion für Wissenschaftler üblichen „Abkühlungsphase“ zur Abkopplung vom neuesten Forschungsstand ging Justus Mühlenpfordt 1955 nach Leipzig und gründete hier 1957 das Institut für physikalische Stofftrennung, das ab 1964 Institut für stabile Isotope hieß und 1970 im Zentralinstitut für Isotopen- und Strahlenforschung aufging. Hier wurden Methoden zur Trennung stabiler Isotope entwickelt, diese in halbtechnischem Maßstab produziert und Methoden für ihre Anwendung und Messung entwickelt. Das Institut stellte eine gewisse Einmaligkeit in der Forschungslandschaft dar. Mittels des Nuklids 15N gelangen international hochgeachtete Ergebnisse bei der Aufklärung von Wirkmechanismen in Medizin, Biologie und Landwirtschaft. Die Forschungsergebnisse wurden ab 1964 vorwiegend in der von Justus Mühlenpfordt (stabile Isotope) und Carl Friedrich Weiss (Radionuklide) gegründeten Fachzeitschrift Isotopenpraxis veröffentlicht.
1968 verließ Mühlenpfordt das Institut und übernahm in Berlin von 1969 bis zu seiner Pensionierung 1974 die Leitung des Forschungsbereiches Kern- und Isotopentechnik der Akademie der Wissenschaften, der ab 1970 Forschungsbereich Kernwissenschaften hieß und später zum Forschungsbereich Physik gehörte.
In seinem Ruhestand beschäftigte er sich mit Kunstgeschichte, Philosophie und Geschichte, aber auch mit physikalischen Problemen des Fernsehempfangs und der möglichen Erdbebenvoraussage durch Messung niederfrequenter Schwingungen der Erdoberfläche.

## Ehrungen und Mitgliedschaften
- 1961 Nationalpreis der DDR II. Klasse für Wissenschaft und Technik (mit einem Kollektiv des Instituts für physikalische Stofftrennung Leipzig)[3]
- 1969 Korrespondierendes Mitglied der Akademie der Wissenschaften der DDR[4]
- 1993 Mitglied der Leibniz-Sozietät der Wissenschaften zu Berlin e. V.

## Publikationen
- Justus Mühlenpfordt: Untersuchung über die Möglichkeit, auf photoelektrischem Wege die Messempfindlichkeit des Interferentialrefraktors nach Jamin zu erhöhen Mühlenpfordt, – Charlottenburg, 1937
- Aleksandr J. Brodskij; Justus Mühlenpfordt: Isotopenchemie, Berlin : Akad.-Verl., 1961.
- Justus Mühlenpfordt: Die Anwendung der stabilen Isotope. In Gustav Hertz (Hrsg.): Lehrbuch der Kernphysik. Bd. 3. Angewandte Kernphysik, B. G. Teubner Verlagsgesellschaft, 1962, S. 222–262
- Justus Mühlenpfordt, Günter Kretzschmann, Klaus Wetzel:  Dritte Arbeitstagung über stabile Isotope vom 28. Oktober bis 2. November 1963 in Leipzig veranstaltet vom Institut für physikalische Stofftrennung Leipzig der Deutschen Akademie der Wissenschaften zu Berlin : Tagungsbericht, Berlin : Akademie-Verlag, 1965
- Justus Mühlenpfordt: Zur Organisation und Leitung der Forschungsarbeit sowie zur Nutzung ihrer Ergebnisse, Berlin-Adlershof: Deutsche Akademie d. Wissenschaften zu Berlin, Arbeitsgruppe f. Wissenschaftsorganisation beim Vorsitzenden d. Forschungsgemeinschaft d. naturwissenschaftlichen, technischen u. medizinischen Institute, 1967